# Върбов дол
Върбов дол е резерват, разположен в землището на село Дебелец, област Варна. Защитената територия е обявена на 28 март 1968 г. със Заповед № 508 на Министерството на горите и горската промишленост. Днес площта му възлиза на 71,65 хектара, в района виреят благун, зимен дъб и цер.